# Bedford County (Pennsylvania)
Bedford County ist ein County im Bundesstaat Pennsylvania der Vereinigten Staaten. Bei der Volkszählung im Jahr 2020 hatte das County 47.577 Einwohner und eine Bevölkerungsdichte von 18 Einwohnern pro Quadratkilometer. Der Verwaltungssitz (County Seat) ist Bedford.

## Geschichte
Das County wurde am 9. März 1771 gegründet. Der Name stammt vom Fort Bedford oder der Stadt Bedford, die nach John Russell, 4. Duke of Bedford benannt wurden. Besiedelt war das Gebiet des Countys bereits vor der Ankunft europäischer Siedler. Davon zeugen Ausgrabungen an der Bedford Village Archeological Site.
Zwei Orte im County haben den Status einer National Historic Landmark, der Bedford Springs Hotel Historic District und das Espy House. 29 Bauwerke und Stätten des Countys sind im National Register of Historic Places (NRHP) eingetragen (Stand 20. Juli 2018).

## Geographie
Das County hat eine Fläche von 2635 Quadratkilometern, wovon 7 Quadratkilometer Wasserfläche sind. Bedford County grenzt im Uhrzeigersinn an: Blair County, Huntingdon County, Fulton County, den Bundesstaat Maryland, Somerset County und Cambria County.

## Städte und Ortschaften

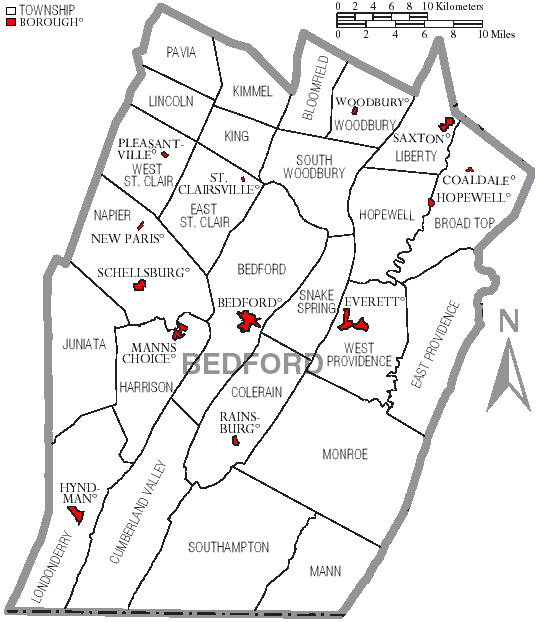
Karte des Bedford Countys

| - Bedford Township - Bedford - Bloomfield Township - Broad Top Township - Coaldale - Colerain Township - Cumberland Valley Township - East Providence Township - East St. Clair Township - Everett - Harrison Township - Hopewell Township | - Hopewell - Hyndman - Juniata Township - Kimmel Township - King Township - Liberty Township - Lincoln Township - Londonderry Township - Mann Township - Manns Choice - Monroe Township - Napier Township - New Paris - Pavia Township | - Pleasantville - Rainsburg - Saxton - Schellsburg - Snake Spring Township - South Woodbury Township - Southampton Township - St. Clairsville - West Providence Township - West St. Clair Township - Woodbury Township - Woodbury |